# Lopušanka (okres Mukačevo)
Lopušanka (ukrajinsky Лопушанка, dříve Брусторів, maďarsky Lombos) je osada obce Dusyno, ve svaljavské městské komunitě v okrese Mukačevo, v Zakarpatské oblasti Ukrajiny.  V roce 2025 zde žilo 241 obyvatel.

## Historie
První písemná zmínka o vsi pochází z roku 1645. V období mezi světovými válkami byla (pod názvem „Brusturová“) součástí první československé republiky.